# Morodvis
Morodvis (macedònic: Мородвис; grec: Μορόβισδος, Moróvisdos) és un llogaret del municipi de Zrnovci, situat al peu de la muntanya de Platxkòvitsa, 7 km al sud de Kòtxani, a Macedònia del Nord.

## Història
Hi ha Txrkviste-Morobizdon, un jaciment arqueològic complex de l'edat antiga i l'edat mitjana.
Fou habitat des del segle v fins al segle vii, quan fou abandonat. Hi fou descoberta una església del segle v, centrada en una tomba. Es considera que l'església, dotada de paviment de marbre i capitells ornats amb motius medievals, és un exponent d'alt nivell de construcció i decoració.
Al segle ix s'hi establiren els eslaus.
Entre els segles x i xv fou un centre religiós de la regió del Bregàlnitsa. Durant el regnat de Samuel de Bulgària esdevingué un centre episcopal en el si de l'arquebisbat d'Ocrida. És possible que el llogaret correspongui a la finca del cèsar Joan Ducas esmentada com a Morobund en l'Alexíada d'Anna Comnena.
La prosperitat de la ciutat del bisbat de Morobizdon i Morodvis decaigué a la fi del segle xii, quan l'església sèrbia esdevingué dominant a la regió.
Una església romànica data d'aquest període. L'església és un exemple del concepte arquitectònic medieval, amb pintures al fresc, el paviment fet seguint la tècnica sèxtuple i els mobles de l'església de pedra tallada. Al segle xiii es bastí una nova església, més petita, al mateix lloc que l'antiga. S'hi descobrí una necròpolis d'entre el segle xii i el segle xiii, amb més de 350 tombes que contenien artefactes d'or, bronze, os, vidre i tela.
El 1347, com a resultat d'una decisió del consell de l'església reunit a Skopje, la seu del bisbat fou traslladada a Zlètovo.

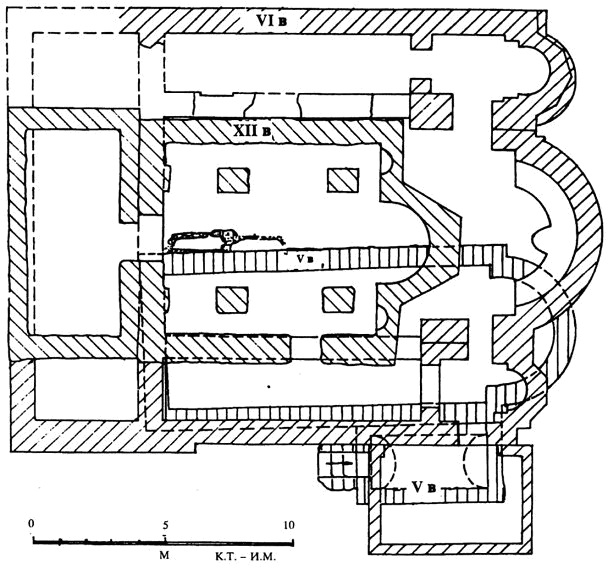
Mapa del jaciment arqueològic de Morodvis

## Demografia
Segons el cens del 2002, el llogaret tenia 549 habitants. La composició per grups ètnics era la següent:
- Macedonis: 549